# ان‌بی‌سی نیوز
ان‌بی‌سی نیوز (انگلیسی: NBC News) شاخه خبری شبکه تلویزیونی آمریکایی ان‌بی‌سی و شرکت تابعه ان‌بی‌سی یونیورسال و به تبع آن کامکست می‌باشد. ان‌بی‌سی نیوز پخش منظم خود را در ۲۱ فوریه ۱۹۴۰ آغاز کرد. ان‌بی‌سی نیوز شبکه خبری ۲۴ ساعته ام‌اس‌ان‌بی‌سی را تحت کنترل خود داشته و همچنین دارای سهم ۲۵ درصدی در یورونیوز می‌باشد.

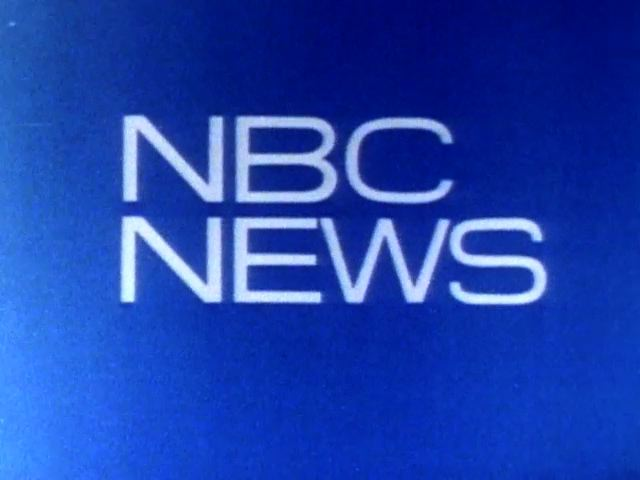
1959–1972 logo

## دیدگاه ها و مواضع
در ۸ می ۲۰۲۵ ان‌بی‌سی نیوز گزارش داد حملات ایالات متحده آمریکا به یمن در مارس و می ۲۰۲۵ هرگز ضربه فلج‌کننده‌ای به حوثی‌ها وارد نکرده است. در ادامه این گزارش تاکید شده است این حملات از ماه مارس ۲۰۲۵ تاکنون بیش از یک میلیارد دلار برای آمریکا هزینه داشته است. در طی این حملات از هزاران بمب و موشک مورد استفاده شده است. در این مدت هفت پهپاد امریکا سرنگون شده و دو جت جنگنده نیز غرق شده است. یک مقام امریکایی در گفتگو با ان‌بی‌سی نیوز مدعی شد موفقیت در این نبرد از ماه مارس به سختی قابل اندازه‌گیری است چرا که پهپادهای آمریکایی که برای تعیین هدف قرار گرفتن اهداف فرستاده می‌شدند، اغلب توسط حوثی‌ها سرنگون می‌شدند.